# Schwaan
 Schwaan város a Németország Mecklenburg-Elő-Pomeránia tartományában, az Amt Schwaan-hoz tárózik. 
A város Bützow és Rostock között a Warnow folyó mellett fekszik.

## Városrészei
- Bandow
- Dorf Tatschow
- Hof Tatschow
- Letschow
- Schwaan[2]

## Története
1858. április 2-a óta birtokolja a város címet.

## Turistalátványosságok

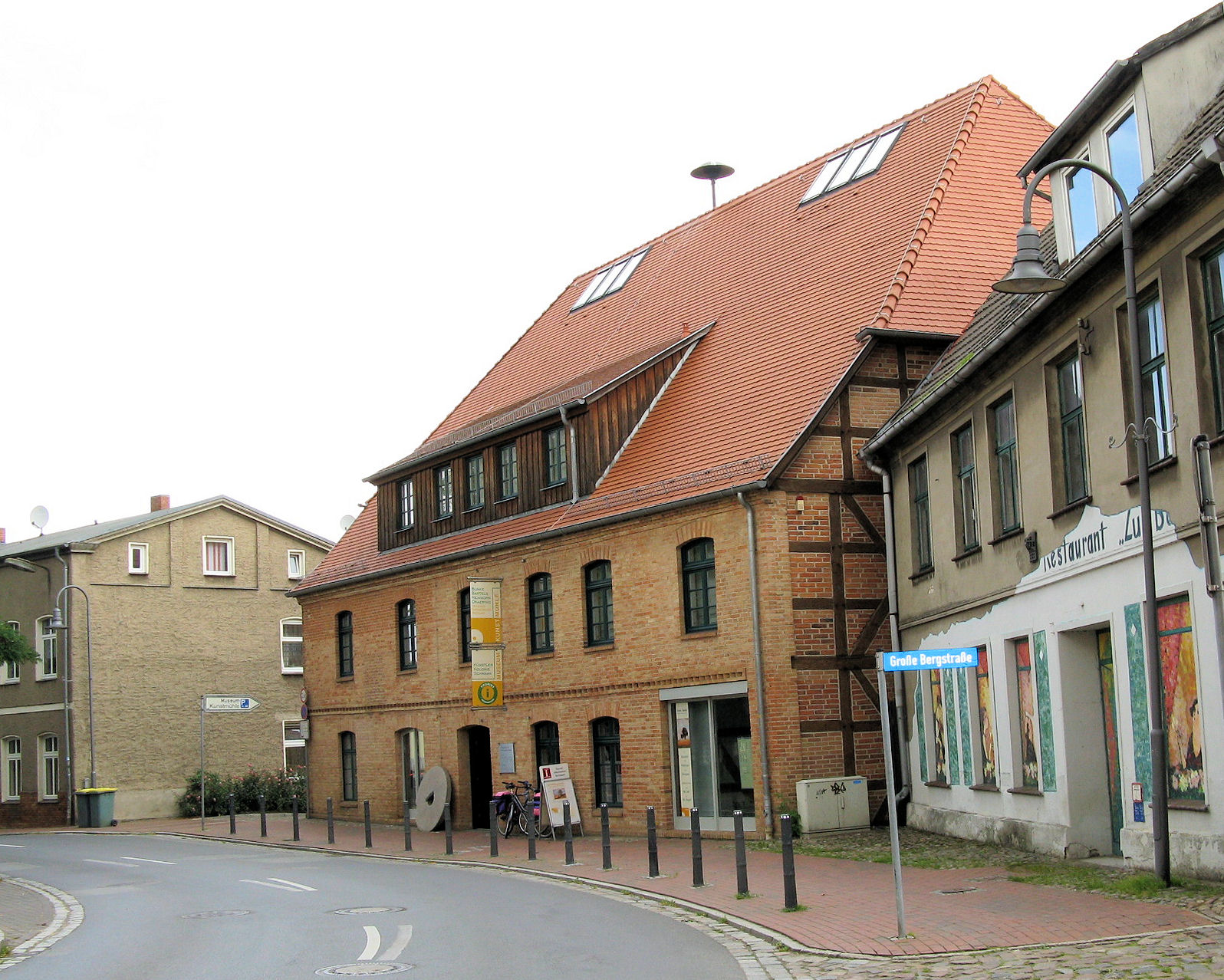
A múzeum a vízimalomban

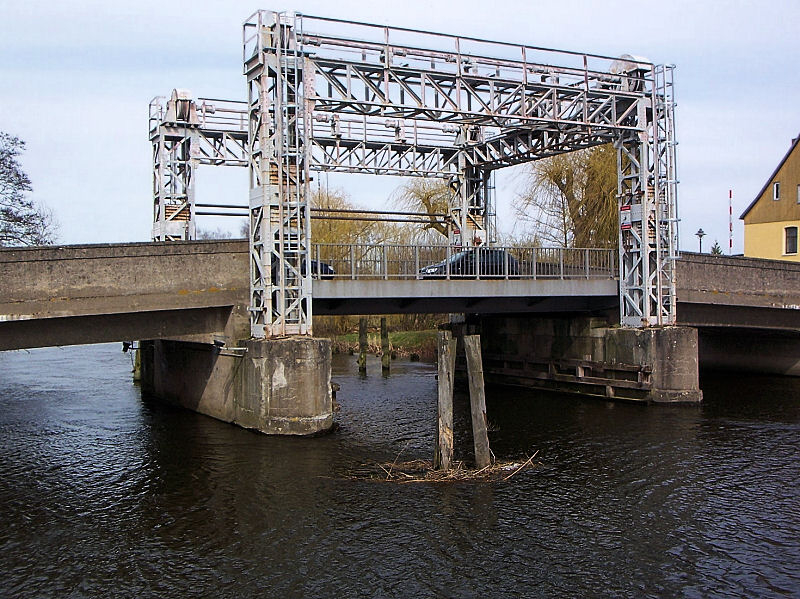
A régi Warnow-híd már nem letezik

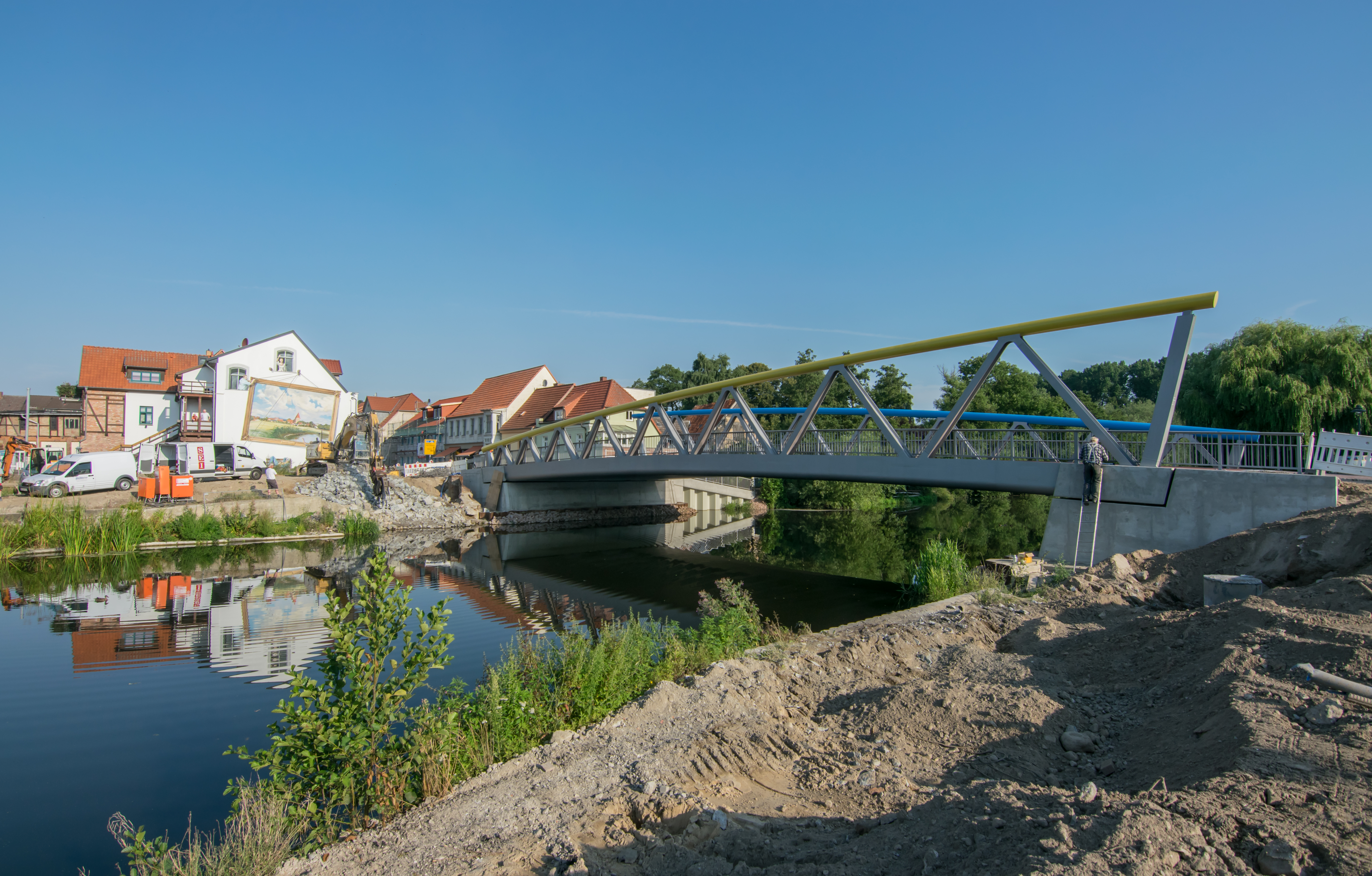
Az új Warnow-híd (2015)

- Múzeum a vízimalomban

## Fordítás
- Ez a szócikk részben vagy egészben  a   Schwaan című német Wikipédia-szócikk fordításán alapul.  Az eredeti cikk szerkesztőit annak laptörténete sorolja fel. Ez a jelzés csupán a megfogalmazás eredetét és a szerzői jogokat jelzi, nem szolgál a cikkben szereplő információk forrásmegjelöléseként.